# Az üldözők (film, 1956)
Az üldözők (eredeti cím: The Searchers) 1956-ban bemutatott, John Ford által rendezett amerikai western. A film alapjául Alan Le May 1954-es, azonos című regénye szolgált.
1989-ben az Amerikai Egyesült Államok Nemzeti Filmmegőrzési Bizottsága beválasztotta a filmet a Nemzeti Filmarchívumba.

## Történet
|  | Alább a cselekmény részletei következnek! |

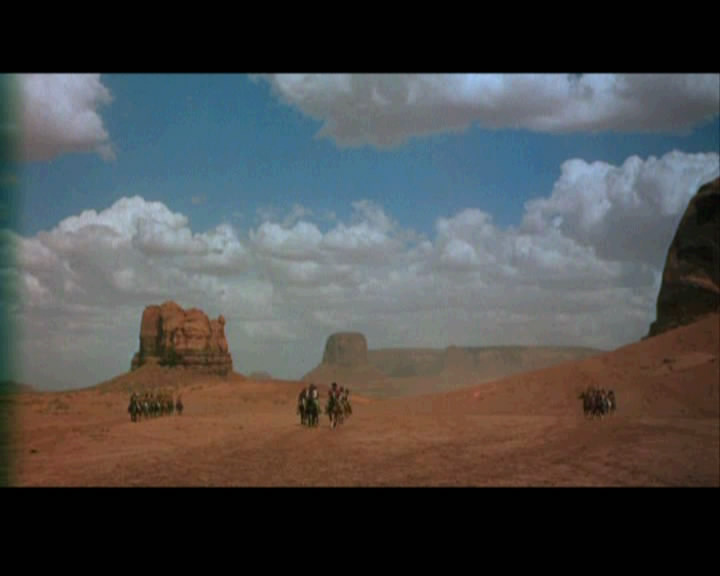
Jelenet a filmből

1868-ban Ethan Edwards (John Wayne) hazatér a polgárháborúból, ahol a Konföderáció oldalán harcolt. Bátyjához Aaronhoz (Walter Coy) megy Texas északi részébe. Edwards egy mexikói függetlenségi háborús medált a unokahúgának (Lana Woods), és megtagadja, hogy beálljon a Texas rangerek közé.
Rövidesen a szomszéd Lars Jorgensennek (John Qualen) ellopják a marháit. Samuel Clayton százados (Ward Bond) elkezdi követni a nyomokat Ethannal és egy csapat rangerrel. Rájönnek, hogy a lopás csak figyelemelterelés volt komancs indiánok részéről. hogy embereket tudjanak rabolni. Ahogy visszatérnek az Edwards birtok lángokban áll, Aaron, felesége Martha és fia Ben halottak. Debbie-t és nővérét Lucyt (Pippa Scott) pedig elrabolták.
A gyors temetés után a komancsok után erednek. Amint rátalálnak a táborukra Ethan egy gyors támadást ajánl, de végül a tábort üresen találják. Folytatják a keresést, az indiánok viszont majdnem csapdába csalják őket, ugyan sikerül visszaverni a támadásukat, de kevesen élik túl. Clayton és különítménye ezért hazatér. Ethan folytatja a keresést Lucy vőlegényével Brad Jorgensennel (Harry Carey Jr.) és Debbie fogadott bátyjával Martin Pawleyvel (Jeffrey Hunter). Rátalálnak az indiánok által megerőszakolt és brutálisan meggyilkolt Lucyra egy kanyonban közel a komancs táborhoz. Bradet elönti a düh, a tábor felé lovagol, és megölik.
Ethan és Martin egészen a tél beálltáig kutatnak Debbie után, míg elvesztik a nyomokat. Mikor visszatérnek a Jorgensen farmra, Jorgensen lánya Laurie (Vera Miles) lelkesen fogadja Martint. Ethan talál egy levelet egy Futterman nevű férfitől, akinek információja van Debbie-ről. Ethan, aki jobb szeret egyedül lenni, másnap reggel Martin nélkül indul útnak, de Laurie ad egy lovat a férfinek, ezért sikerül beérnie Ethant. Megtudják, hogy Debbie-t egy Sebhelyes nevű komancs főnök vitte magával. Egy évvel később Laurie kap egy levelet Martintól, melyben beszámol neki a keresés eredményéről. Hangosan olvassa a levelet, a következő néhány jelenet az ő narrációjában tűnik fel, melyben Ethan megöli Futtermant, aki el akarja lopni a pénzét, és Martin véletlenül vesz egy komancs feleséget.

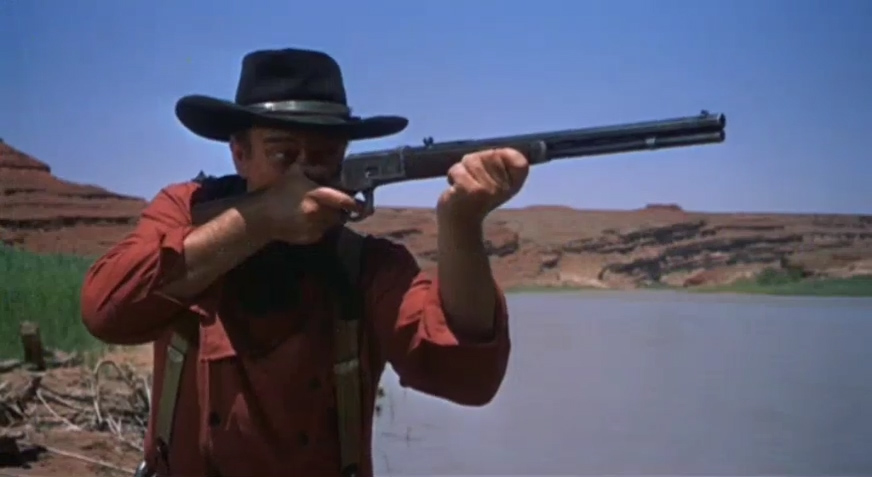
John Wayne

Ethan és Martin Új-Mexikóba mennek, ahol egy mexikói Sebhelyeshez vezeti őket. Rátalálnak a kamasz Debbie-re (Natalie Wood), aki már Sebhelyes egyik feleségeként éli napjait. Amikor találkozik a táboron kívül a férfiakkal, kijelenti, hogy ő már egy komancs és megkéri őket, hogy nélküle távozzanak. Ethan szívesebben látná halottnak, mint indiánnak, ezért megpróbálja lelőni, de Martin a testével óvja a lányt, közben egy indián pedig mérgezett nyílvesszővel lövi meg Ethant. Ethan és Martin elmenekül. Később Martin ellátja Ethan sebét, ezzel megmentve életét, majd hazatérnek.
Eközben Charley McCorry (Ken Curtis) kihasználja Martin távollétét, és eljegyzi Lauriet. Ethan és Martin az esküvő kezdetére érnek haza. Martin és Charley összeverekszenek, majd egy katona Greenhill hadnagy (Patrick Wayne) érkezik azzal a hírrel, hogy Ethan félőrült barátja Mose Harper (Hank Worden) tudja hol van Sebhelyes. Clayton százados az egységével megtámadja a komancs tábort. Martin közben kiszabadítja Debbie-t, aki örömmel fogadja. A harc során Martin megöli Sebhelyest, Ethan pedig megskalpolja a holttestet. Amikor Ethan meglátja az indián öltözetben lévő Debbie-t, ahelyett hogy megölné, hazaviszi a lányt. Végül Martin újra összejön Laurie-val. Ethan pedig távozik, az utolsó képsorokon a távolodó férfit látjuk, mígnem becsukódik mögötte a kunyhó ajtaja.

## Szereposztás
| Szerep                              | Színész         | Magyar hang       |
| ----------------------------------- | --------------- | ----------------- |
| Ethan Edwards                       | John Wayne      | Fülöp Zsigmond    |
| Martin Pawley                       | Jeffrey Hunter  | Haás Vander Péter |
| Laurie Jorgensen                    | Vera Miles      | Kiss Erika        |
| Samuel Clayton százados             | Ward Bond       | Rajhona Ádám      |
| Debbie Edwards (15 évesen)          | Natalie Wood    |                   |
| Greenhill hadnagy                   | Patrick Wayne   | Dózsa Zoltán      |
| Lars Jorgensen                      | John Qualen     | Dobránszky Zoltán |
| Cicatrice főnök (Sebhelyes)         | Henry Brandon   |                   |
| Charlie McCorry                     | Ken Curtis      | Orosz István      |
| Brad Jorgensen                      | Harry Carey Jr. | Rosta Sándor      |
| Mose Harper                         | Hank Worden     | Beregi Péter      |
| Emilio Gabriel Fernandez y Figueroa | Antonio Moreno  | Csikos Gábor      |
| Aaron Edwards                       | Walter Coy      | Izsóf Vilmos      |
| Lucy Edwards                        | Pippa Scott     | Csondor Kata      |
| Debbie Edwards (gyermekként)        | Lana Wood       |                   |

## Történelmi háttér
Alan Le May eredeti regényére nagy hatással volt Cynthia Ann Parker története, akit kilencévesen 1836-ban elraboltak a komancsok, amikor rajtaütöttek a texasi Fort Parkeren. 24 évet töltött az indiánok között, egy főnök felesége lett, akinek három gyereket szült, míg végül a Texas rangerek szabadították ki. Cynthia nagybátyja James W. Parker, aki hosszú éveket töltött unokahúga keresésével is ihletet adhatott Ethan Edwards alakjához.

## Fogadtatás
A film anyagi szempontból nagyon sikeres volt. Bár Oscar-díjra nem jelölték, de összességében pozitív kritikát kapott. Az Amerikai Filmintézet minden idők 100 legjobb filmje listáján 1992-ben az ötödik, 2002-ben a tizenegyedik, 2007-ben pedig a tizenkettedik helyre tette.

## Hatása
Az üldözők több későbbi filmre is nagy hatással volt. David Lean többször is megnézte Ford filmjét miközben az Arábiai Lawrencet forgatta, kiváltképpen a tájképek fényképezésében volt nagy segítségére.
Steven Spielberg Ryan közlegény megmentésében és George Lucas Star Wars – A klónok támadásában is felfedezhetők Az üldözők nyomai.

## Fordítás
- Ez a szócikk részben vagy egészben  a   The_Searchers című angol Wikipédia-szócikk fordításán alapul.  Az eredeti cikk szerkesztőit annak laptörténete sorolja fel. Ez a jelzés csupán a megfogalmazás eredetét és a szerzői jogokat jelzi, nem szolgál a cikkben szereplő információk forrásmegjelöléseként.